# Allium guttatum
Allium guttatum es una especie de planta bulbosa geófita del género Allium, perteneciente a la familia de las amarilidáceas. Originaria de Europa.

## Descripción
Es una planta bulbosa perenne de 30-70 cm de altura. Los bulbillos hijos son de color amarillo o gris. Las hojas son semicilíndricas y tienen un canal en la parte superior. El grosor de un tallo es de unos 7 mm. Las flores se asocian en una escoba superior (sin bulbos) encerrada en una cubierta. Los pétalos del perianto miden aproximadamente 2.5-3.0 mm de largo, son blancos con manchas violetas o marrones con una vena en el medio, se unen en una base. Los estambres son más largos que los pétalos de perianto en un cuarto.
Distribución
Sur de Europa, además de Turquía, Ucrania, norte de África; Túnez, Libia, Marruecos.
CorologíaMediterránea

## Taxonomía
Sinonimia
- Allium margaritaceum subsp. guttatum  (Steven) Nyman BASONIMO
- Allium margaritaceum var. guttatum  (Steven) J.Gay
- Allium margaritaceum var. typicum Regel